# Sericytochromatia
Classe
Les Sericytochromatia sont une proposition de classe de bactéries, proposée en 2017 (Candidatus phylum), apparenté aux Cyanobacteria et aux Melainabacteria, mais basale par rapport à celles-ci.
Les Sericytochromatia appartiennent au super-embranchement des Terrabacteria (en).